# Derby
Derby este o Autoritate Unitară și un oraș în regiunea East Midlands.